# Scheffel-Gymnasium Lahr
Das Scheffel-Gymnasium ist ein Gymnasium in Lahr/Schwarzwald (Baden-Württemberg). Es wurde benannt nach Joseph Victor von Scheffel und ist die älteste Höhere Schule zwischen Rastatt und Freiburg. Sie ging hervor aus einer bereits seit Mitte des 17. Jahrhunderts in Lahr bestehenden Lateinschule. Weil der Zustrom an Schülern, die Bildungsbedürfnisse der Bürger der aufstrebenden Handels- und Industriestadt Lahr und der althergebrachte Fächerkanon der neuen Zeit nicht mehr genügten und der neue Landesherr Karl Friedrich von Baden den Ausbau des Schulwesens vorrangig behandelt sehen wollte, wurde 1804 als Vorläufer des Scheffel-Gymnasiums ein Pädagogium in Lahr gegründet, das 1840 in ein siebenklassiges Gymnasium mit höherer Bürgerschule umgewandelt wurde.
Die Schule blieb bis zum Ende der 1960er Jahre im Wesentlichen ein humanistisches Gymnasium und wurde in den Jahren 1970–1980 zu einem Gymnasium mit einem breit gefächerten Angebot der Eingangssprachen ausgebaut und entwickelte sich mit über 900 Schülern zum zahlenmäßig größten Gymnasium Lahrs.
Um politischen, sozialen, wirtschaftlichen und kulturellen Veränderungen und Herausforderungen mit neuen Bildungsangeboten Rechnung zu tragen, hat das Scheffel-Gymnasium Lahr im Jahr 2000 das Unterrichtsfach Altgriechisch abgeschafft. Seit 2006 gehört das Gymnasium zu den 14 Schulen, an denen mit Einführung der regionalen Hochbegabtenförderung Hochbegabtenklassen eingerichtet wurden.
Jährlich erscheint ein Jahrbuch, welches die Aktivitäten und Ereignisse des letzten Schuljahrs zusammenfasst.

## Profil
Am Scheffel-Gymnasium wird die Sprache Englisch ab Klasse fünf verbindlich unterrichtet. In der sechsten Klasse kann zwischen Latein oder Französisch als zweiter Fremdsprache gewählt werden. Die Schule verfügt zudem über einen Hochbegabtenzug und bietet ein bilinguales Profil an.

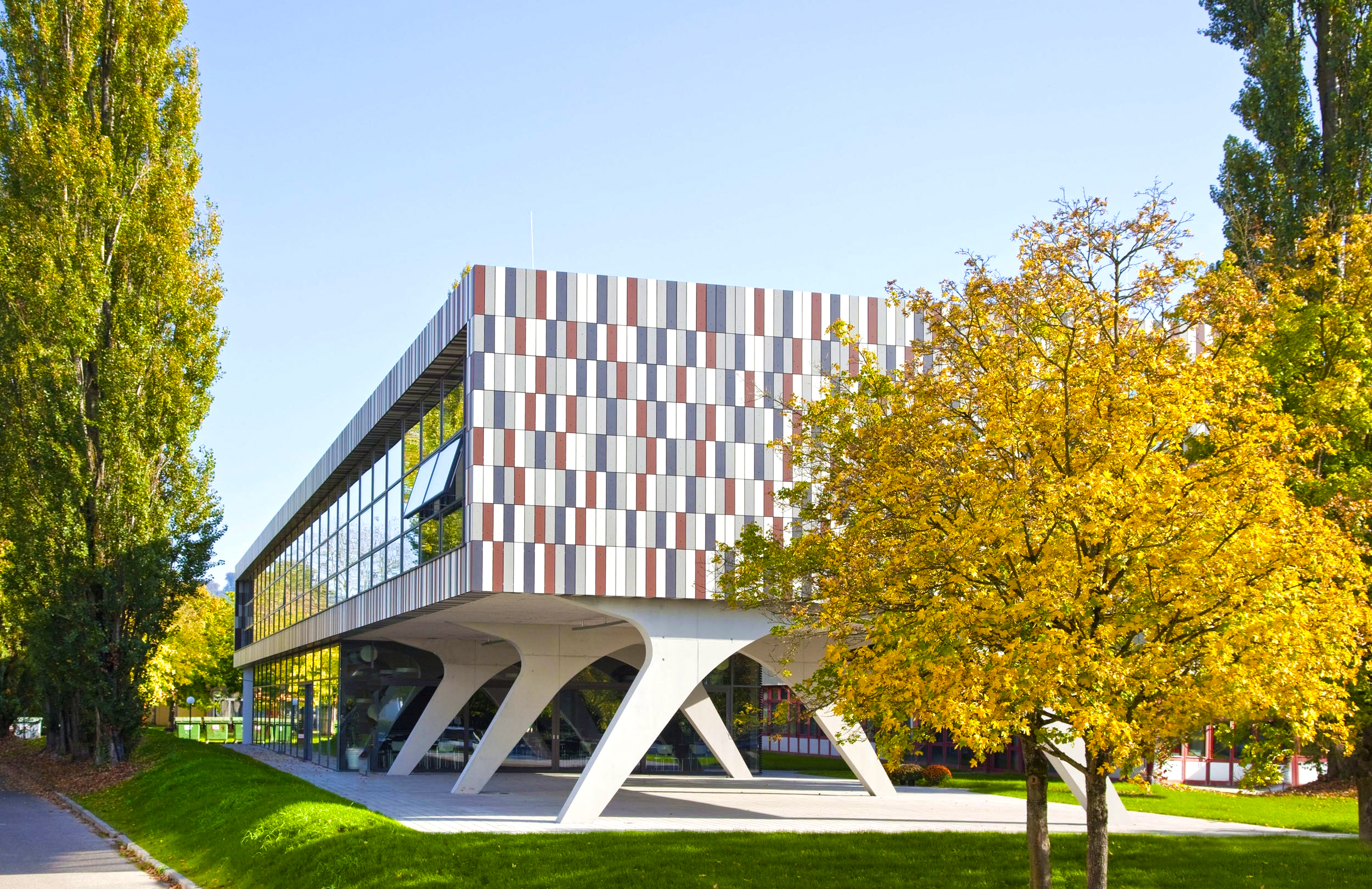
Neubau des Scheffel-Gymnasiums

In diesem Fall wird in der siebten Klasse das Fach Geographie auf Englisch unterrichtet. In Klasse 8 findet der Geschichtsunterricht auf Englisch statt, in Klasse 9 Biologie und in Klasse 10 wiederum Biologie und Geschichte. Die Schüler erwerben ein Zertifikat.
Eine dritte Fremdsprache ist nicht verbindlich. Es kann Italienisch oder Latein gewählt werden, als Alternative dazu wird das Profilfach Naturwissenschaft und Technik (NWT) angeboten.
Das Scheffel-Gymnasium ist ein Regionales Zentrum für Hochbegabtenförderung. Der Nachweis der Hochbegabung erfolgt über einen standardisierten Test und ergänzende Verfahren. Das Aufnahmeverfahren ist zweistufig: IQ-Wert und Aufnahmegespräch.
Das Scheffel-Gymnasium ist eine von 5 Stützpunktschulen in Baden-Württemberg für die von Kultusministerium und Robert-Bosch-Stiftung initiierte Einführung in die Molekularbiologie.
Die Schüler-Ingenieur-Akademie Lahr ist ein Projekt des Scheffel-Gymnasiums Lahr mit der Hochschule Offenburg und den Firmen Berger Lahr, Herrenknecht Schwanau und Zehnder Lahr.
Das Scheffel-Gymnasium ist mit einem eigenen Ausstellungs- und Präsentations-Stand seit 2005 jährlich bei den Science-Days im Europa-Park vertreten.
Seit 2018 ist die Berufsorientierung des Scheffel-Gymnasiums mit dem BoriS-Siegel für exzellente Berufsorientierung ausgezeichnet. Zudem erhielt die Schule im Jahr 2020 das Siegel MINT-freundliche Schule.

## Ehemalige Schüler
- Karl Eisenlohr (1847–1896), Neuropathologe in Hamburg
- Ludwig Frank (1874–1914), deutscher Politiker der SPD
- Julius Greilsheimer, (1890–1944), Rabbiner und Opfer des Holocaust
- Hans Furler (1904–1975), deutscher Politiker der CDU
- Rudolf Ritter (1905–1994), Landrat im Kreis Altkirch, Erster Bürgermeister von Lahr
- Nicolai Hoch (* 1993), deutscher Rockmusiker, Songwriter und Autor